# Giovanni Trapletti
Giovanni Trapletti (Borgounito, 13 maggio 1939 – Borgo di Terzo, 5 agosto 1991) è stato un calciatore italiano, di ruolo attaccante.

## Caratteristiche tecniche
Attaccante rapido e scattante, pur se non molto tecnico, giocava come centravanti o ala destra.

## Carriera
Prodotto del vivaio atalantino, debutta in Serie A con la maglia nerazzurra il 27 ottobre 1957, nella sconfitta per 5-0 subita sul campo del Milan. Rimane l'unica sua presenza stagionale, e l'unica con la maglia dell'Atalanta, che a fine stagione retrocede in Serie B; con gli orobici partecipa anche al Torneo di Viareggio 1958, concluso con l'eliminazione agli ottavi di finale.
Nel 1959 passa in prestito al Bellinzona, con cui partecipa al campionato di Lega Nazionale A 1959-1960, concluso dai ticinesi con l'ultimo posto e la retrocessione, totalizzando 19 presenze e 3 reti. Nella stagione successiva l'Atalanta lo presta al Piacenza, in Serie C, dove sostituisce Albino Cella passato al Brescia, con risultati deludenti. Realizza 10 reti in 32 partite, senza evitare la terza retrocessione della sua carriera.
Negli anni successivi milita con alterni risultati nelle serie minori. Dopo una stagione nel Pordenone, ancora in Serie C, viene ingaggiato dallo Spezia. Qui ritrova la via della rete, andando a segno in 12 occasioni e risultando il capocannoniere della squadra, giunta terza nel girone A di Serie D, e nella stagione successiva viene acquistato dalla Casertana. In seguito milita per un'annata nel Del Duca Ascoli, in Serie C, e per due stagioni in Serie D nel Brindisi: nella seconda ottiene la promozione in terza serie, vanificata da una penalizzazione di 15 punti per illecito sportivo. Chiude la carriera con tre stagioni nel Campobasso, sempre in Serie D.